# Nothofagus crenata
Nothofagus crenata Steenis – gatunek rośliny z rodziny bukanowatych (Nothofagaceae). Występuje naturalnie w środkowej części Nowej Gwinei. 

## Morfologia
PokrójZimozielone drzewo dorastające do 40 m wysokości.
LiścieBlaszka liściowa ma kształt od owalnego do eliptycznego. Mierzy 4–6 cm długości oraz 2–2,5 cm szerokości, jest karbowana na brzegu, ma nasadę zbiegającą po ogonku i wierzchołek od ostrego do spiczastego. Ogonek liściowy jest nagi i ma 5–10 mm długości.
OwoceOrzechy osadzone po 3 w kupulach. Kupule powstają ze zrośnięcia dwóch liści przykwiatowych.

## Biologia i ekologia
Rośnie w lasach zrzucających liście. Występuje na wysokości od 800 do 2300 m n.p.m.